# Černolice
Černolice är en ort i Tjeckien.   Den ligger i regionen Mellersta Böhmen, i den centrala delen av landet, 22 km söder om huvudstaden Prag. Černolice ligger 406 meter över havet och antalet invånare är 199.
Terrängen runt Černolice är kuperad åt nordväst, men åt sydost är den platt. Runt Černolice är det ganska tätbefolkat, med 52 invånare per kvadratkilometer. Närmaste större samhälle är Modřany, 13,8 km nordost om Černolice. Trakten runt Černolice består till största delen av jordbruksmark.